# Perilex

Schema

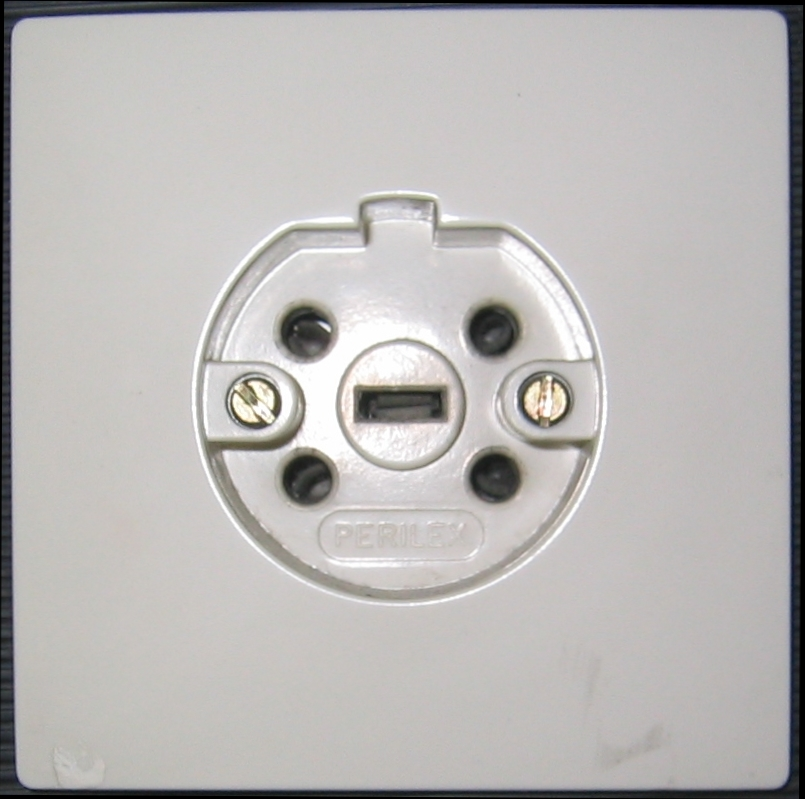
16A-Perilex-wandcontactdoos

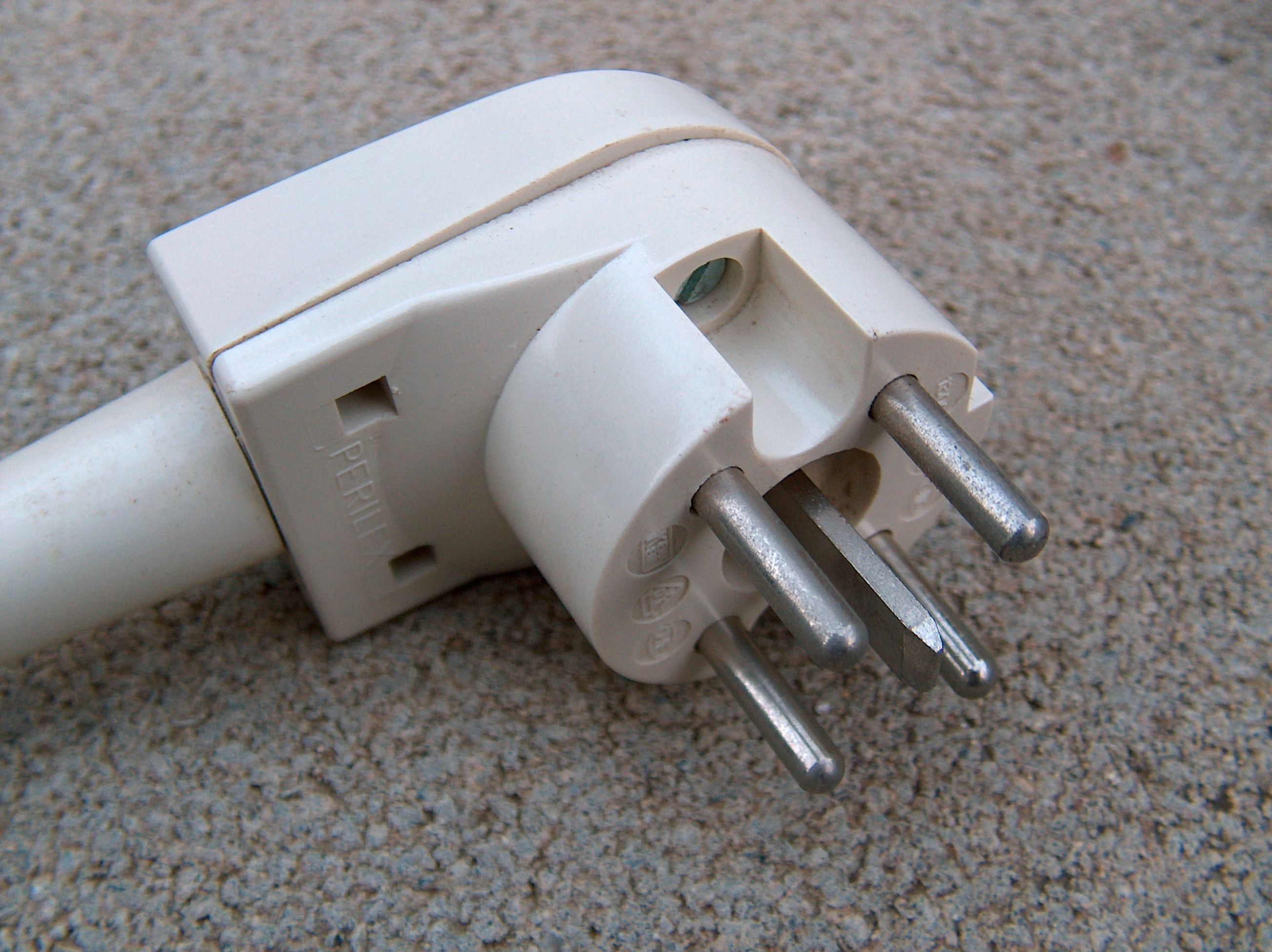
Perilex-stekker

Perilex is de handelsnaam van een oorspronkelijk goedgekeurd driefasenspanning-stekkersysteem voor het aansluiten van apparaten met een hoog vermogen. Tegenwoordig wordt deze vaak gebruikt voor vermogensapparaten waarbij het vermogen over twee groepen kan worden verdeeld in een zogenoemde kookgroep. Ook andere toepassingen kunnen met behulp van het Perilex-systeem worden ingevuld.
Het Perilex-stekkersysteem – bestaande uit contactstoppen, contactdozen en koppelcontacten (contra-stekkers) – heeft twee uitvoeringen van stroomsterkte. Meest gebruikt is de 16 ampère, daarnaast nog een 25 ampère-uitvoering. Beide hebben een aardeaansluiting (PE). Verder vier aansluitingen voor de spanningvoering. Voor draaistroom een nulleiding (N) en de drie fasen (L1, L2 en L3; oude codering: R, S en T). Voor de aansluiting van de L1 en de L3 gelden tegenstrijdige standaarden: VDE 0100 eist: "Draaistroom-contactdozen moeten zo aangesloten worden, dat er een rechts-draaiveld ontstaat, wanneer men de contacten van voren, met de klok mee, bekijkt", wat bij de hier aangeven schakeling, die eigenlijk de oorspronkelijke was, niet het geval is. Het kan dus voorkomen dat ze verwisseld worden bij het aansluiten.
Het stekkercontact van de veiligheidsaarde is een platte pen die langer is dan de andere pennen, wat betekent dat bij het insteken, de aarde eerder contact maakt dan de overige aansluitingen. Om de beide versies te kunnen onderscheiden en onverwisselbaar te maken, is bij de 16A-uitvoering het aardecontact horizontaal aangebracht en bij de 25A-uitvoering verticaal.
In Nederland is Perilex volgens DIN gestandaardiseerd:
| DIN-normen      | 16 A      | 25 A      |
| --------------- | --------- | --------- |
| stekker         | DIN 49446 | DIN 49448 |
| wandcontactdoos | DIN 49445 | DIN 49447 |

## Toepassing
Het Perilexsysteem is in de handel vanaf begin 1960. De laatste jaren is het systeem meer en meer op de achtergrond geraakt, omdat steeds vaker stekkers volgens IEC 60309-2 (kraagsteekverbindingen) gebruikt werden. Het systeem heeft eigenlijk ook alleen in Zweden, Duitsland en Nederland toepassing gekend, de rest van Europa was al langer op de IEC60309-2 stekker overgeschakeld.
Het Perilexsysteem wordt slechts toegepast in kleinere bedrijven (bakkerijen, horeca), de gezondheidszorg (ziekenhuizen, laboratoria) en de woningbouw voor het aansluiten van bijvoorbeeld ovens en elektrische kookplaten. De aansluitingen van elektromotoren aan dit systeem is niet raadzaam vanwege de onzekerheid over de draairichting. In de industrie en de bouw is het systeem nooit doorgebroken, omdat de 60309-2-stekkers veel robuuster zijn dan Perilex en omdat de 60309-2-stekkers ook buiten gebruikt mogen worden. Sinds 1 januari 1975 mogen de Perilex-stekers niet meer in nieuwe installaties in de industrie toegepast worden, maar nog wel in huishoudens, de gezondheidszorg en kleinere bedrijven. De voordelen van het Perilex-systeem ten opzichte van CEE-stekkers zijn de compacte bouwwijze en de eenvoudige reiniging.
In de woningbouw wordt de niet-gestandaardiseerde Perilex-contactdoos vooral gebruikt voor:
| Doel | L1 linksonder                           | L2 rechtsboven                                  | L3 rechtsonder                                | N linksboven | PE midden |
| --- | --------------------------------------- | ----------------------------------------------- | --------------------------------------------- | ------------ | --------- |
| Centraal ventilatiesysteem (ook wel mechanische ventilatie genoemd) met drie standen. | Vaste voeding voor ventilatiestand laag | Geschakelde voeding voor ventilatiestand midden | Geschakelde voeding voor ventilatiestand hoog | Nul          | Aarde     |
| Vermogensapparaten als elektrische fornuizen, bedoeld voor – of te gebruiken met – één fase. Dit komt voor als de opgenomen stroom van een toestel een waarde van 16 ampère in de voorbeveiliging te boven gaat, zoals in de meeste woonhuizen het geval is. Het vermogen wordt dan verdeeld over twee groepen en vervolgens samengesteld in een kook- of fornuisgroep. | Nul                                     | Fase                                            | Fase                                          | Nul          | Aarde     |
| Vermogensapparaten als elektrische fornuizen, bedoeld voor – of te gebruiken met – één fase. Dit komt voor als de opgenomen stroom van een toestel een waarde van 16 ampère in de voorbeveiliging te boven gaat, zoals in de meeste woonhuizen het geval is. Het vermogen wordt dan verdeeld over twee groepen en vervolgens samengesteld in een kook- of fornuisgroep. | Fase                                    | Nul                                             | Fase                                          | Nul          | Aarde     |
| Kooktoestel op 3 fasen en 1 nul (krachtgroep) | Fase 1                                  | Fase 2                                          | Fase 3                                        | Nul          | Aarde     |

### Uitfasering bij kooktoestellen
Volgens de NEN 1010, edities 1984 t/m 2005, moesten wandcontactdozen voor kooktoestellen in bepaalde situaties nog verplicht van het systeem Perilex zijn.
Deze bepaling is vervallen in de uitgave van 2007, waarna deze gewoonte nog enige tijd in een praktijkrichtlijn voortleefde. Sinds 2017 staat het ook niet meer in de praktijkrichtlijn vermeld. Het in Nederland vroeger verplichte gebruik met twee éénfasecircuits met elk een eigen nuldraad is in strijd met het voorschrift dat elektrisch materieel moet worden geïnstalleerd volgens de instructies van de fabrikant, omdat er op een klem die is gemarkeerd als fase ("L1", "L2" of "L3") een nuldraad wordt aangesloten. In het 5-aderige snoer wordt in dat geval ook een ader met fasekleur (dikwijls bruin of grijs) gebruikt als tweede nuldraad, wat niet voldoet aan de verplichte aderkleuren.
Het gebruik van Perilex-contactdozen is in het algemeen nog wel toegelaten, maar ten minste één fabrikant verbiedt in de handleiding van sommige kookplaten het gebruik van een stekker.
Kooktoestellen kunnen zonder stopcontact worden verbonden; hiervoor hebben meerdere fabrikanten aansluitdozen ontwikkeld, die zijn voorzien van aansluitklemmen en trekontlasting voor het snoer. Ten opzichte van een aansluiting met een stopcontact heeft een vaste aansluiting een lagere overgangsweerstand waardoor minder energie verloren gaat in de vorm van opwarming van het stopcontact. Een nadeel van een vaste aansluiting is dat het kooktestel via de groepschakelaar in de groepenkast moet worden uitgeschakeld bij onderhoud, omdat er geen stekker meer is die losgetrokken kan worden. In de praktijk is het uitschakelen van de groep echter sowieso vaak nodig om veilig te controleren hoe een Perilex-contactdoos is aangesloten, aangezien er geen voorgeschreven draadvolgorde is.